# 健馱邏國

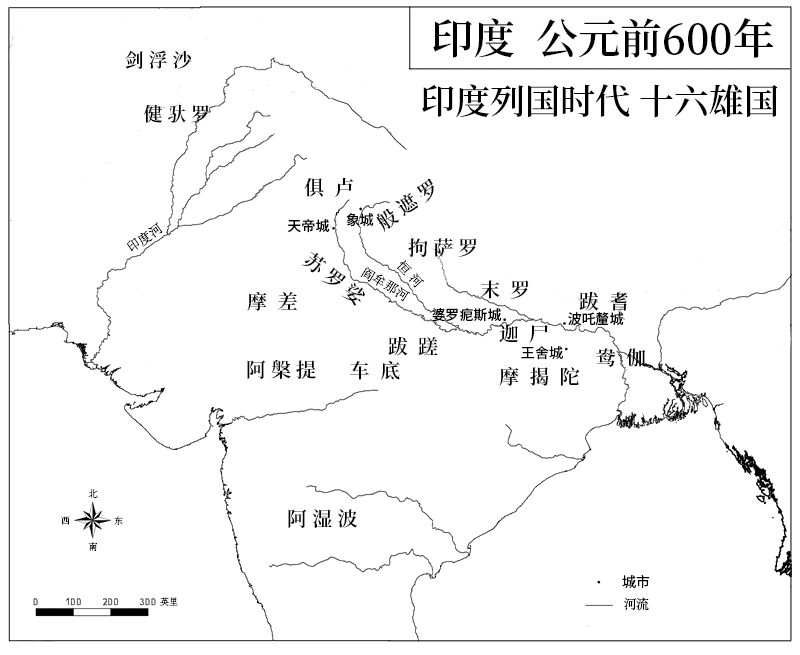
健馱邏為古代印度十六王國之一，位於北部山區

犍陀羅國，又译“乾陀羅”、“香风国”等，是阿富汗东部和巴基斯坦西北部的一个古国，位于喀布尔河的南方，東抵印度河并包括喀什米尔的部分地区。故王城布路沙布邏（Puruṣapura）在今巴基斯坦喀布尔河南白沙瓦的西北。布路沙布邏东南几公里处，曾有大菩提树，相传過去四佛曾坐在此菩提树下。菩提树西南有如来舍利窣堵坡。窣堵坡西有迦腻色迦王佛寺。
从吠陀时代起健馱邏从喀布尔河的南方到喀布尔河口以至印度河流域都有人居住。后来健馱邏人渡过印度河扩张到旁遮普西北一些地区，因此健馱邏曾居北疆大道要冲，成为和波斯和中亚交通的中心。

## 吠陀时代和列国时代
公元前五世纪希腊历史家赫卡塔埃乌斯就提到迦湿弥罗国是健馱邏国的一个都市。
由于雅利安人迁移到来，中亚青铜时代文化融入健馱邏文化。健馱邏人骁勇善战，在《摩诃婆罗多》的战争中健馱邏国王曾帮助俱卢族人对抗般度族（Pandavas）人。
根据健馱邏文《佛本生经》，古时健馱邏曾是迦湿弥罗国的属国。
健馱邏国的主要都市是白沙瓦和呾叉始罗。呾叉始罗曾是健馱邏国的首都，也是古代的学术中心；《波腻文法》的作者文法家波腻尼仙和《论政治》的作者政治家考铁利亚都出自呾叉始罗大学。

## 波斯统治时期
健馱邏和甘菩遮很快在居鲁士二世（公元前558年-530年）在位期间（或在大流士一世在位的第一年）被波斯阿契美尼德王朝所征服，组成了波斯帝国阿契美尼德王朝的第二十个并且是最富裕的行省。
据说居鲁士二世毁坏了位于Paropamisadae的迦毕试国（现在的贝格拉姆）的著名城市甘菩遮。

## 马其顿—希腊统治时期
在公元前327年， 马其顿王国亚历山大三世入侵健馱邏国，传入希腊文化。但亚历山大的部下没有记录健馱邏和甘菩遮的名字，但却记录了其他数十个小国的方位。这排除了健馱邏和甘菩遮在公元前四世纪中叶发展成大的王国的可能性。
公元前326年，大多数位于从前健馱邏和甘菩遮的政权都被马其顿人征服。
一些学者认为健馱邏人和甘菩遮人是同一族群。

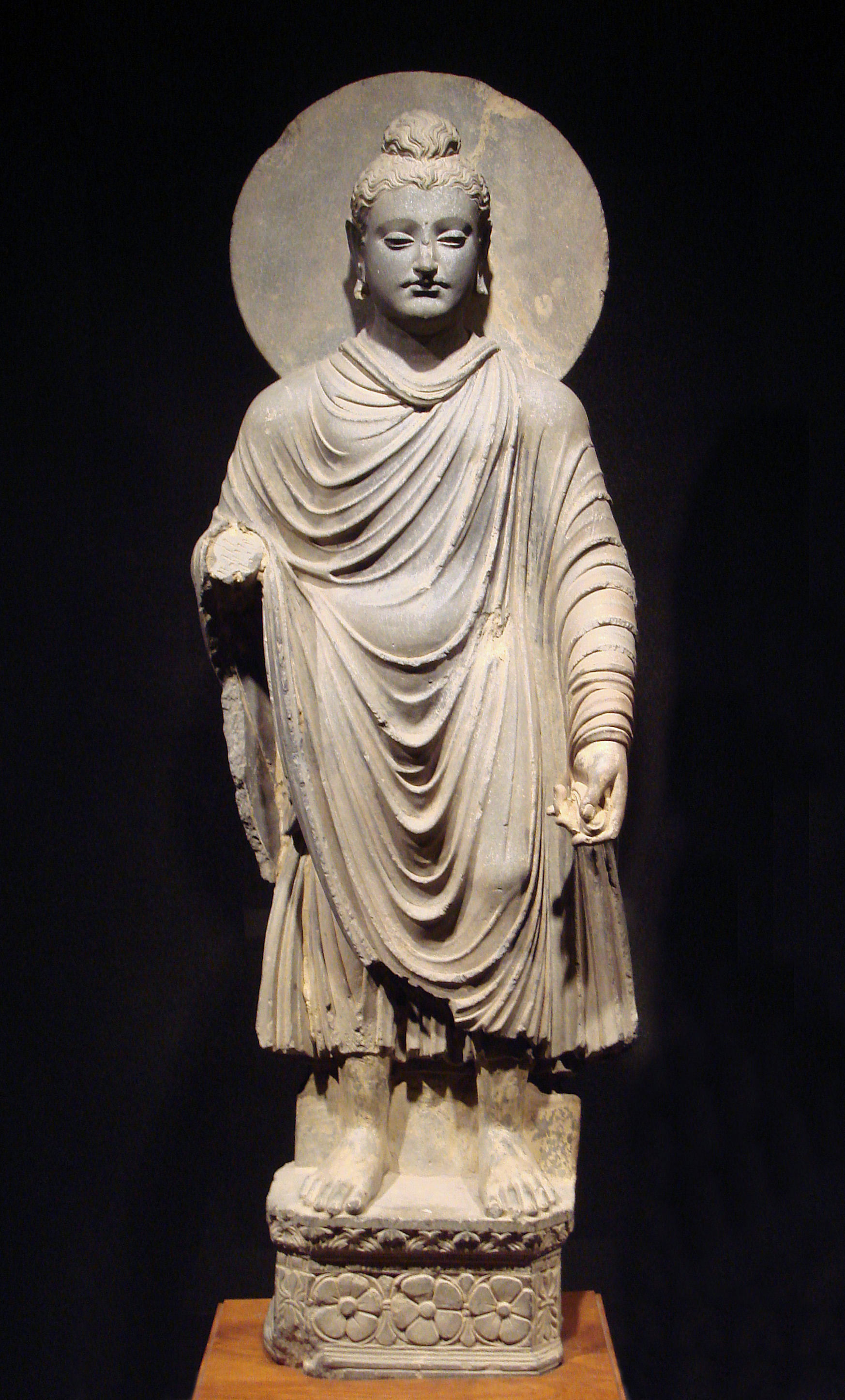
健馱邏佛像

公元前3世记由于位处丝绸之路交通的要道，健馱邏国力鼎盛。这时候希腊人和健馱邏国王族通婚，另一方面孔雀王朝阿育王派遣佛僧人到健馱邏国传道。希腊文化和佛教文化在健馱邏国得以融合而产生特有的健馱邏文化。

## 公元前二世纪之后
公元前二世紀，原居中国河西走廊的大月氏部落于前176年和前162年两次败于匈奴，不得不循天山北路西迁到伊犁河流域，并逐走当地斯基泰人（塞人），而斯基泰人就南下逐步灭亡了希腊—巴克特里亚王国（大夏）；后月氏于约前135年左右间再败于乌孙迫使他们渡楚河南下占据大夏，原居大夏的斯基泰人（Sakas）被迫南迁健馱邏。
公元前1世紀，安息国王冈多法勒斯（Gondophares）统治健馱邏。
此后又百余年，贵霜帝国开国国王丘就却从安息手中夺取健馱邏。公元58年贵霜王朝第三代国王迦膩色伽一世在布路沙布邏(Purusapura)（今巴基斯坦喀布尔河南白沙瓦的西北）建立王城。迦膩色伽一世铸币使经济繁荣，这时期佛教大盛，并传入中国。
公元三世紀薩珊王朝入侵，健馱邏衰落。公元五世紀，嚈哒王多邏摩那侵略印度，毁灭健馱邏。

## 出身健馱邏的人物
- 無著，佛教高僧，為瑜伽行唯識學派創始人。
- 世親，佛教高僧，為瑜伽行唯識學派論師，世親為無著之弟。

### 传教僧
从2世纪开始健馱邏的传教僧和中亚其他地区僧侣便在中国洛阳传教，他们的佛经翻译工作尤其著名。
- 支娄迦谶二世纪时贵霜佛教僧人，最早将大乘、部派佛教典籍传入中国并翻译成中文（167年-186年）。
- 支曜，月氏佛教僧人，(c. 185), 支娄迦谶之后的第二代佛经翻译家。
- 支谦，贵霜佛教僧人，曾在222年至253年之间将36部佛经翻译成中文。
- 竺法护贵霜佛教僧人，266年到洛阳，译妙法蓮華經、正法华经、光赞般若波罗密经、渐备一切智德经、普曜经等154部大乘、小乘佛经。
- 闍那崛多，健馱邏佛教僧人，隋文帝时到洛阳，先后翻译佛本行經、月上女經等39部佛经。
- 般若三藏，9世纪健馱邏佛教僧人，中唐时到中国翻译華嚴經、大乘理趣六波羅密多經 和大乘本生心地觀經等佛经。

## 健馱邏艺术
健馱邏是古代印度和希腊文明的交聚点，因此健馱邏的雕刻、建筑、绘画融合了印度、波斯、希腊三种元素而自成一体，称为健馱邏艺术。健馱邏艺术对隋唐美术影响很大。

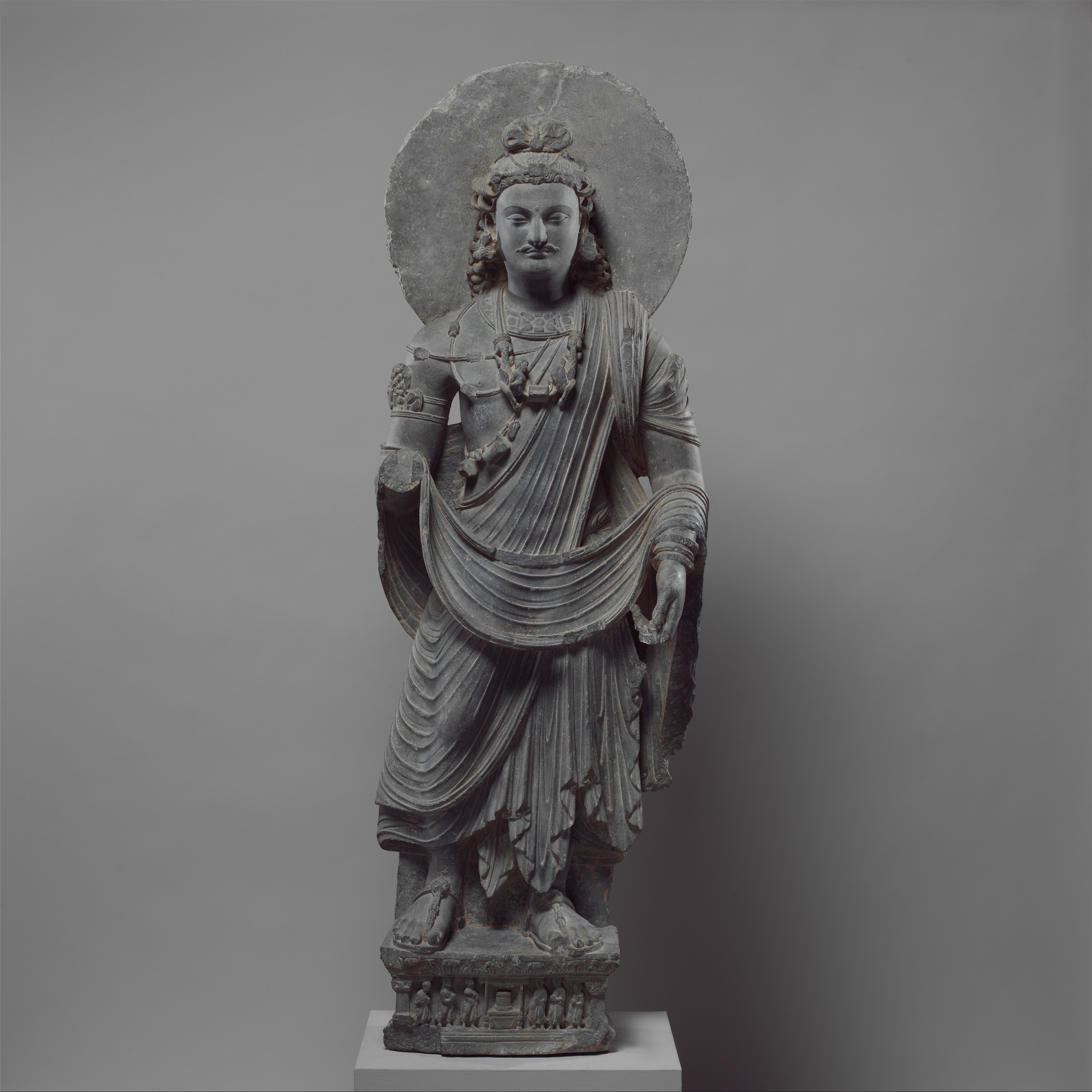
3世纪的弥勒佛(现存于纽约大都会博物馆）

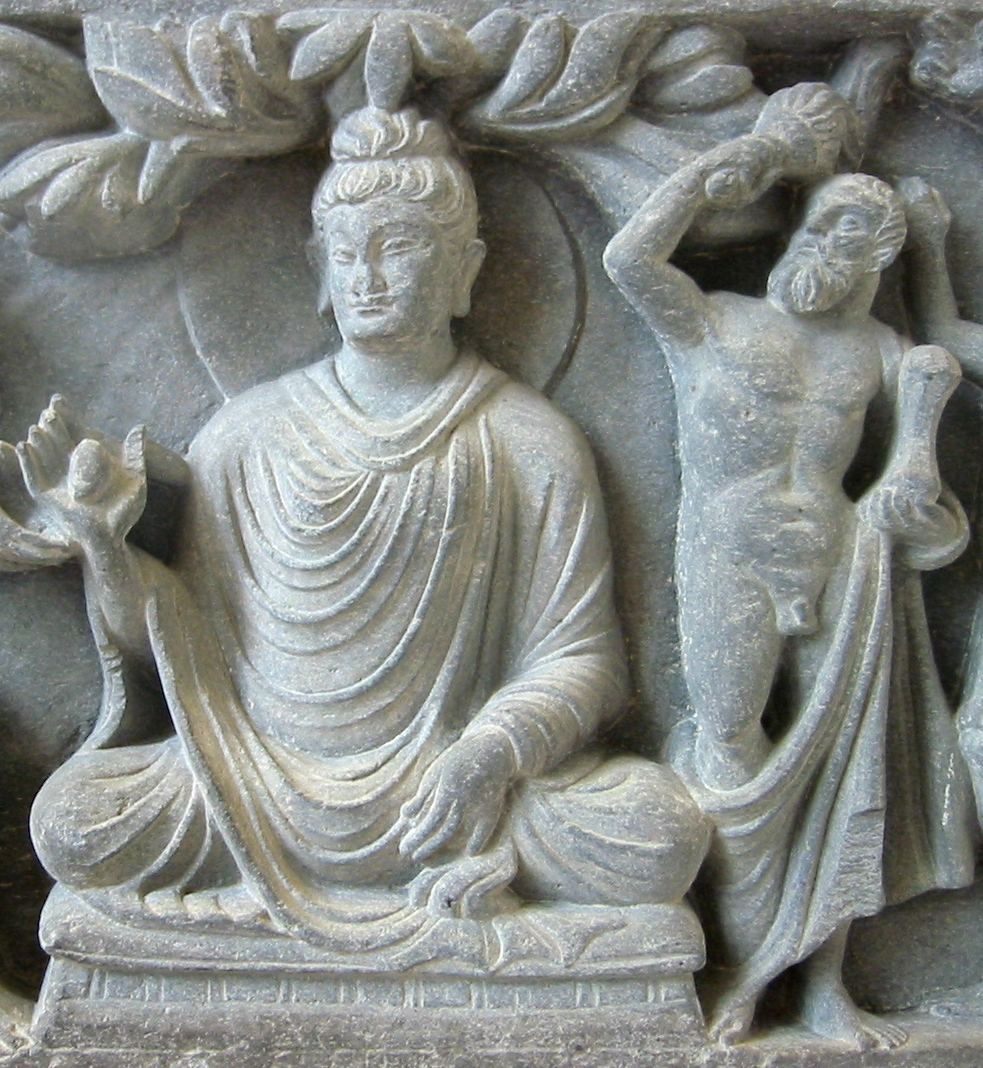
佛陀與以海克力斯形象出現的執金剛神